# Kurgan (stad)
Kurgan är en stad i Sibirien i Ryssland och är den administrativa huvudorten för Kurgan oblast. Folkmängden uppgår till cirka 325 000 invånare. Den är en av de äldsta städerna i Sibirien och grundades år 1679 under namnet Tsarjovo Gorodisjtje. Staden fick sitt nuvarande namn 1782, och erhöll Arbetets Röda Fanas orden 1982.

## Klimat
Klimatet karaktäriseras av varma, torra somrar och kalla, våta vintrar. Medelårstemperaturen (1970-2000) i Kurgan är 2,6 °C. I medeltal regnar det 381 mm per år.
|                                       | Jan   | Feb   | Mar  | Apr | Maj  | Jun  | Jul  | Aug  | Sep  | Okt | Nov  | Dec   |  | År  |
| ------------------------------------- | ----- | ----- | ---- | --- | ---- | ---- | ---- | ---- | ---- | --- | ---- | ----- |  | --- |
| Medeltemp. (°C)                       | -16.3 | -14.8 | -7.4 | 4.8 | 12.3 | 18.2 | 19.6 | 16.5 | 10.6 | 3.1 | -7.2 | -12.9 |  | 2.3 |
|                                       |       |       |      |     |      |      |      |      |      |     |      |       |  |     |
| Nederbörd (mm)                        | 19    | 13    | 12   | 19  | 32   | 51   | 59   | 57   | 40   | 30  | 25   | 24    |  | 381 |
| Källa: läroboken Geografiska Tabeller |       |       |      |     |      |      |      |      |      |     |      |       |  |     |

## Transport
Kurgan ligger på den transsibiriska järnvägen, mellan Jekaterinburg och Omsk. Staden har två järnvägsknutpunkter. 
Kurgan flygplats handhar den nationella flygtrafiken till och från staden och ligger öster om centrum.

## Kända personer
- Leonid Krasin (1870–1926), sovjetisk politiker
- Dmitrij Loskov (född 1974), fotbollsspelare
- Jana Romanova (född 1983), skidskytt
- Julija Savitjeva (född 1987), sångerska